# Johann Nepomuk Neumann

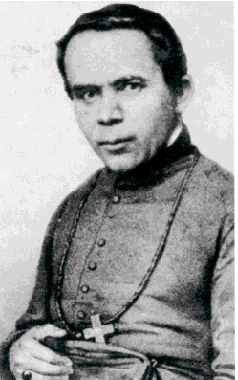
Johann Nepomuk Neumann als Bischof von Philadelphia

Bischofswappen

Johann Nepomuk Neumann CSsR (tschechisch Jan Nepomuk Neumann, auch Jan Nepomucký Neumann; * 28. März 1811 in Prachatitz; † 5. Januar 1860 in Philadelphia, Pennsylvania) war ein römisch-katholischer Priester, Redemptorist und vierter Bischof von Philadelphia (1852–1860). Er ist seit 1977 ein Heiliger der römisch-katholischen Kirche. Er ist der erste heiliggesprochene US-amerikanische Bischof. Als Bischof von Philadelphia gründete er das erste katholische Pfarrschulsystem in den Vereinigten Staaten.

## Leben

### Familiärer Hintergrund
Johann Nepomuk Neumann war Sohn des aus Obernburg am Main (Unterfranken) 1802 zugewanderten Strumpfwirkers Johann Philipp Neumann (1774–1862) und der Agnes Lebisch (1777–1849) aus Prachatitz.
Sein Vater Philipp Neumann vollzog seine Umsiedlung nach Böhmen um das Jahr 1799 aufgrund der napoleonischen Feldzüge, da sonst die damals übliche Zwangsrekrutierung junger Männer durch die französische Armee drohte. So ist eine Hinterlegung der bedeutenden Geldsumme von 2000 Gulden im März 1800 im Magistrat von Netolitz belegt. Am 22. April 1802 bat Philipp Neumann beim Ortsmagistrat von Prachatitz um Aufnahme als Bürger und Strumpfwirkermeister, ein Antrag, dem auf der Magistrats-Sitzung zwei Tage darauf stattgegeben wurde. Daraufhin verheiratet Philipp Neumann sich mit Antonia Strachotinsky. Die Ehe blieb kinderlos und die erste Frau verstarb am 26. November 1804 an Kindbettfieber. Das Stammhaus in der Oberen Straße erwarb er 1806 durch ein Höchstgebot bei der Versteigerung des Hauses eines kürzlich verstorbenen Schneidermeisters. In zweiter Ehe heiratete er am 17. Juni 1805 Agnes Lebisch. Die Tochter eines Sattlermeisters war tief religiös und besuchte täglich die heilige Messe. Als Strumpfwirkermeister bildete er Lehrlinge und Gesellen aus und war er Mitglied der Reichzunft, der er von 1820 bis 1841 als einer der Zunftmeister diente. Im Jahr 1813 war er einer der drei Prachatitzer Stadtheger. Freizeitmäßig war das Ehepaar ab 1819 im Prachatitzer Buchklub aktiv, eine Bibliophilie, die sich auf die Nachkommen übertrug.
Johann Nepomuk wurde in der Stadtkirche St. Jakob getauft. Die Kapelle, in der das Taufbecken steht, trägt seit 1993 seinen Namen. Er hatte sechs Geschwister, Katharina (1806–1889), Philipp (1808–1808), Veronika (1809–1850), Johanna (1813–1887), Aloisia (1815–1886) und Wenzel (1817–1896). Der jüngere Bruder Wenzel ging bei seinem Vater als Strumpfwirker in die Lehre, wanderte 1839 nach Nordamerika aus, schloss sich ebenfalls den Redemptoristen an, war unter anderem als Koch tätig, und verstarb in New Orleans.

### Ausbildung
Johann Nepomuk Neumann wurde am 1. November 1817 in der Prachatitzer Stadtschule eingeschult. Schon in der ersten Klasse wurde ihm vom Lehrer die Anleitung seiner Mitschüler anvertraut. Außerhalb der Schule erlernte er 1822 bis 1823 beim Katecheten Grundlagen der lateinischen Sprache.
Ab 1824 ging er ins Piaristengymnasium in Budweis, in dem er 1829 bis 1831 ein zweijähriges philosophisches Studium absolvierte.
Ab Herbst 1831 wollte er in Prag Medizin studieren, ein Vorhaben, das auf die Zustimmung seines Vaters, aber auf die grundsätzliche Ablehnung seiner tief religiösen Mutter stieß. Sie wollte unbedingt, dass er sich einer geistlichen Laufbahn widmet. Weil sich die Mutter durchsetzen konnte, trat der Sohn am 1. November 1831 in das Priesterseminar in Budweis ein.
Im Herbst 1833 begann er sein Theologiestudium im Prager Erzbischöflichen Seminar mit Vertiefungen in Philosophie, Theologie, Mathematik, Naturwissenschaften und Latein. Die Abschlussprüfungen bestand er am 6. Juli 1835. Da damals in der Diözese Budweis Priesterüberschuss herrschte, wurde für den gesamten Weihejahrgang die Priesterweihe um Monate hinausgeschoben.

### Auswanderer und Missionar
Die Entscheidung, nach Beendigung der Priesterstudien als Missionar nach Nordamerika zu gehen, fiel schon im Priesterseminar in Budweis. Ein Beweggrund waren die Ausführungen des slowenischen Missionars und späteren Bischofs Friedrich Baraga in den 'Nachrichten des Leopoldsvereins' der Leopoldinenstiftung in Wien, die dort auslagen. Aufgrund der damaligen Einwanderungswelle in die Vereinigten Staaten gab es einen immensen Bedarf an deutschsprechenden Priestern. Es lässt sich sogar der Moment der Entscheidung datieren, und zwar auf das Frühjahr 1833, als der Rektor des Priesterseminars, Johann Kröner, aus dem elften Kapitel des zweiten Korintherbriefs vortrug, in dem Paulus sein Leiden für das Evangelium beschreibt.
Seine englischen Sprachkenntnisse erwarb und vertiefte er in Gesprächen mit englischen Arbeitern der Prager Manufaktur. Er gewann sogar eine Ausschreibung für Englischdolmetscher im diplomatischen Dienst, trat die Stelle aber nicht an. Außerdem besuchte er französische Vorlesungen im Klementinum.
Nachdem er im Februar 1836 in Budweis den bischöflichen Segen bekommen hatte, reiste er 70 Tage über Linz, München, Stuttgart, Ulm und Straßburg nach Paris. Der Rektor des Straßburger Seminars sicherte eine Empfehlung beim Bischof von New York zu und schenkte ihm eine Kiste mit Büchern. Seinen 25. Geburtstag feierte er in Paris, das damals als Zentrum von Laster und Sünden galt. Dort verpasste er die Abfahrt des gemieteten Stellwagens nach Le Havre. Der als Ersatz angeheuerte Kutscher setzte ihn am Rand von Paris aus. Deswegen ging Neumann mit seinen beiden Koffern und der Bücherkiste zu Fuß nach Saint Germain, wo er mit einem anderen Stellwagen zum Hafen in Le Havre gelangte. Dort schiffte er sich am 20. April 1836 für die vierzigtägige Schiffsreise mit dem Dreimaster Europa ein.
Am 1. Juni 1836 kam er in New York an und empfing dort knapp vier Wochen später, am 25. Juni 1836, von Bischof John Dubois die Priesterweihe. Die Sorge um die deutsche Gemeinde und die Frage des Schulwesens ist schon zu Beginn der Missionstätigkeit ein Hauptthema, wie ein Brief vom 27. Juni 1836 belegt:
Die Not der Deutschen ist hier größer, als man sich nur denken kann. Selten brachten sie Religion aus Europa mit, da tolle Freiheitssucht und Geldgier gewöhnliche Ursache ihrer Auswanderung sind. Der Religionsunterricht der Jugend liegt, wovon ich mich selbst zu überzeugen Gelegenheit hatte, fast ganz darnieder. Die meisten Kinder werden von den Eltern in englische Schulen geschickt, denn die Deutschen, besonders die schon länger hier sind, schämen sich ihrer Sprache, und das Englisch zu kennen, ist wirklich sehr vorteilhaft. (…) Indes ließ sich am meisten Gutes in der Schule wirken. Denn sobald die Eltern bemerken, dass man sich mit ihren Kindern gerne abgibt und keine gar großen Forderungen an ihre Kasse macht, so erwacht ihr religiöser Sinn wieder, da das große Hindernis der Armut verschwindet, und die Kinder kommen häufiger und öfter.
Zunächst wurde er nach Williamsville (nördlich von Buffalo) gesandt, wo er den Kirchenbau vollendete und seine erste katholische Schule gründete. Das Pfarrgebiet hatte einen Umfang von 1450 Quadratkilometern, die er unentwegt mit einem Rucksack durchwanderte.
Als er an Ostern 1840 entkräftet zusammenbrach, brachte man ihn zur Erholung in ein Redemptoristenkloster. Am 30. November 1840 trat Neumann in den Redemptoristenorden ein. Nachdem er am 16. Januar 1842 die Profess in Baltimore, Maryland, abgelegt hatte, wurde er dort Pfarrer an St. Alfons. Zu der Gemeinde, in deren Gebiet zumeist deutsche Emigranten lebten, gehörten zehn Außenstationen. Seit 1843 Provinzrat, wurde er 1844 Leiter des Pittsburgher Klosters und schließlich 1846 als Vizeprovinzial der Leiter aller amerikanischen Niederlassungen des Ordens. Er gab zwei Katechismen und eine biblische Geschichte heraus.
Im Herbst 1846 hatte er eine ernsthafte Erkrankung der Atemwege (ununterbrochenes kräftiges Husten, teilweise mit Blut), die er sich wahrscheinlich durch die Luftverschmutzung während seines langjährigen Aufenthalts in der Industriemetropole Pittsburgh zugezogen hat.

### Bischof von Philadelphia

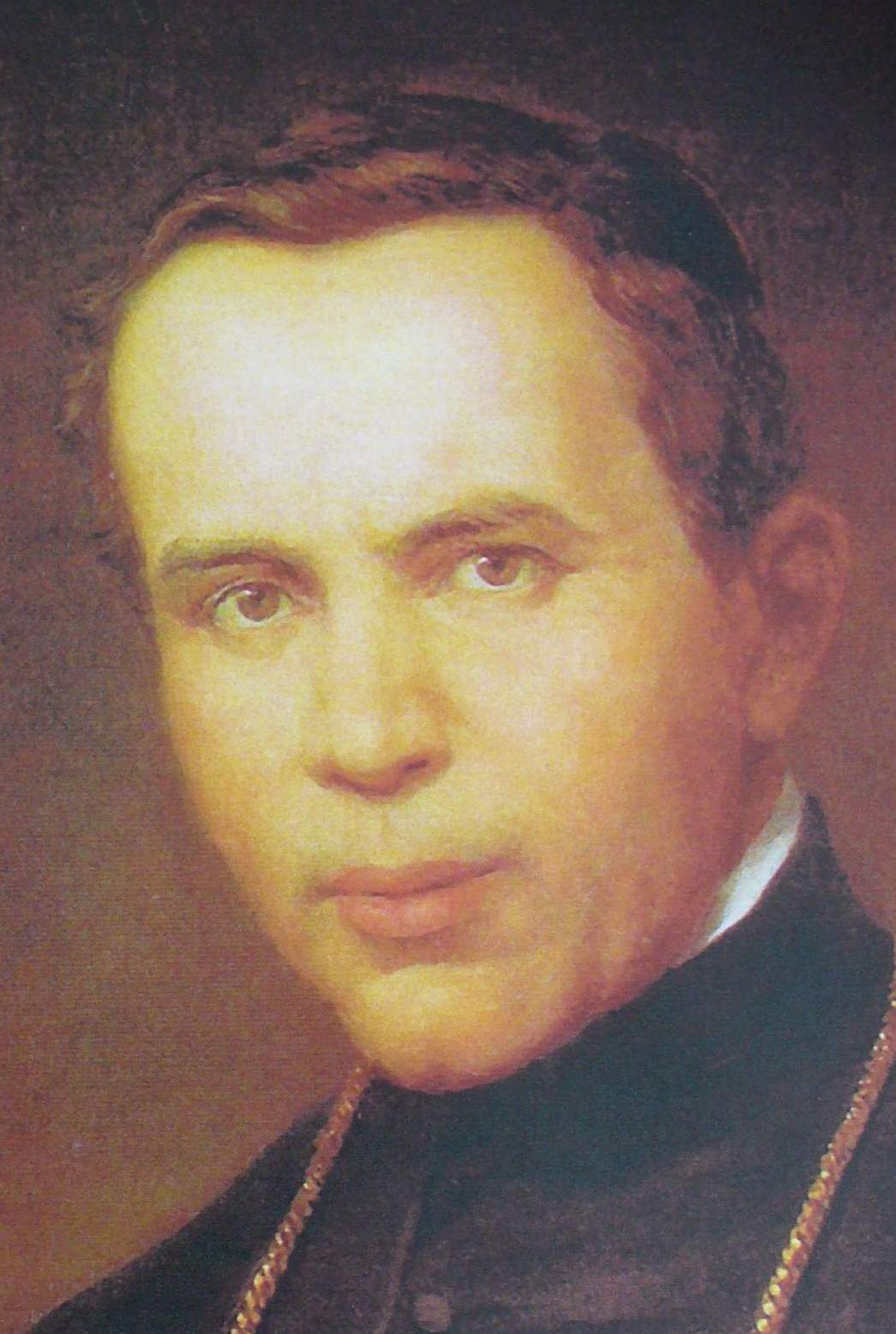
Bischof Johann Nepomuk Neumann

Mit einer Bulle vom 1. Februar 1852 wurde Neumann von Papst Pius IX. zum Bischof von Philadelphia ernannt, in Anerkennung seiner hervorragenden Leistungen in der Seelsorge und wegen seiner intellektuellen Fähigkeiten. Die Bischofsweihe spendete ihm sein Amtsvorgänger und neuer Erzbischof von Baltimore, Francis Patrick Kenrick, am 28. März desselben Jahres. Mitkonsekrator war der Bischof von Hartford, Bernard O’Reilly und Bischof Dubois. Er war der bis dahin jüngste Bischof der USA. Als Bischof wählte er den Leitspruch: Passio Christi conforta me („Leiden Christi, stärke mich!“) aus dem Gebet Anima Christi.
In seiner nur acht Jahre währenden Amtszeit begann er den Bau der Kathedrale von Philadelphia und richtete ein Priesterseminar ein. Er gründete in seinem Bistum über 100 Kirchen und fast ebenso viele Schulen. Zur Amtseinführung hatte Philadelphia 400.000 Einwohner, ein Viertel davon waren Katholiken. Schon innerhalb des ersten Amtsjahres war die Zahl der Kinder an katholischen Schulen von 500 auf 5000 gestiegen. Dadurch legte er den Grundstein für das kirchliche Pfarrschulsystem in den heutigen USA.
Als Bischof kümmerte sich Neumann vor allem um die einfachen und armen Leute. Aus eigener Erfahrung wusste er, dass eine gute Schulausbildung der entscheidende Schlüssel für eine Verbesserung der sozial schwachen Schichten ist.
Mit der Ernennung zum Bischof erhöhten sich die Chancen eines Heimatbesuchs, denn damals hatten die US-amerikanischen Bischöfe die Pflicht, alle zehn Jahre einen Ad-limina-Besuch beim Papst abzustatten. Dieser Besuch konkretisierte sich überraschend, als Papst Pius IX. im Oktober 1854 alle Bischöfe nach Rom rief; am 8. Dezember 1854 gab Papst Pius IX. im Petersdom vor 55 Kardinälen, 150 Bischöfen und 50.000 Priestern, Ordensbrüdern und Gläubigen das Dogma Ineffabilis Deus von der Unbefleckten Empfängnis der seligen Jungfrau Maria bekannt. Am 16. Dezember hatte Johann Nepomuk Neumann eine Privataudienz bei Papst Pius IX., mit der auch der offizielle Teil des Aufenthalts in Rom endete. Auf der Weiterreise machte er unter anderem bei den Redemptoristen in Leoben und Wien Halt. In Prag wurde er vom 1848 abgedankten Kaiser Ferdinand zum Mittagessen empfangen, der einen höheren Betrag für den Bau der Kathedrale in Baltimore spendete. Mit dem Schlitten des Budweiser Bischofs Jan Valerián Jirsík fuhr er über Netolitz schließlich in seine Heimatstadt im Böhmerwald, deren Einwohner ihm einen überwältigenden Empfang bereiteten.
Das 9. Regionalkonzil in Baltimore nahm 1858 in der damals hitzig geführten Debatte um die Sklaverei in den USA eine unentschiedene Haltung ein, beschloss aber die Gründung einer Schule für afro-amerikanische Kinder.
Der typische Tagesablauf des Bischofs in seinen letzten Jahren war wie folgt: 5 Uhr aufstehen, Gebet in der Hauskapelle, 6 Uhr heilige Messe mit Seminaristen, ab 7 Uhr Abnahme der Beichte, bis zu mehreren Stunden; als Mittagessen gab es eine Tasse Kaffee und ein Stück Brot; am Nachmittag gab es Besuche, Audienzen, Amtshandlungen, teilweise bis in die Abendstunden bis Mitternacht, die Nachtruhe verkürzte sich in den letzten Jahren auf zwei, drei Stunden.
Am 5. Januar 1860 um 3 Uhr nachmittags brach der nur 1,60 Meter große Mann wegen eines Herzstillstandes auf der Straße zusammen und starb noch am gleichen Tag. Er wurde in der Redemptoristenkirche von Philadelphia bestattet. Der Seligsprechungsprozess wurde 1886 begonnen und am 13. Oktober 1963 mit der Seligsprechung abgeschlossen. Am 19. Juni 1977 wurde Johann Nepomuk Neumann von Papst Paul VI. heiliggesprochen.

## Gedenktag
- Katholisch: 5. Januar
  - Gebotener Gedenktag im Regionalkalender der USA
  - seit 2004 Nicht gebotener Gedenktag im Regionalkalender für das deutsche Sprachgebiet
  - Zusätzlich Nicht gebotener Gedenktag im Verzeichnis der Eigenfeiern mehrerer deutscher (Erz-)Diözesen, darunter alle bayerischen Bistümer, das Erzbistum Freiburg, das Bistum Fulda, das Bistum Hildesheim, das Bistum Mainz, das Bistum Limburg, sowie die Diözese Rottenburg-Stuttgart. Das Direktorium für letztgenannte Diözese führte aus, dass der 5. Januar als Gedenktag für Neumann im Blick auf seine (böhmischen) Landsleute, die nach der Vertreibung in Württemberg eine zweite Heimat gefunden haben, in den Kalender der Diözese Rottenburg-Stuttgart aufgenommen wurde.[3]

## Würdigung
- In Neumanns Geburtshaus, dem Neumanneum, wurde am 25. Juli 1992 eine Kapelle eingeweiht, die seinen Namen trägt. Nach den Renovierungsarbeiten wurde die Kapelle am 10. Juni 2017 neu eingeweiht.[1] Zum 40. Jahrestag der Heiligsprechung Neumanns eröffnete die Kongregation der Schwestern der Barmherzigkeit in Zusammenarbeit mit der Stadt und den römisch-katholischen Pfarreien von Prachatice auch eine Galerie im Neumanneum.[4]
- Vor dem Hospic sv. Jana N. Neumanna in der Neumannova 144 befindet sich eine Bronzestatue des Heiligen.
- Die Taufkapelle der Stadtkirche St. Jakob in Prachatice wurde am 11. Oktober 1993 zu Ehren des Heiligen eingeweiht.[1] In der Kirche befindet sich auch eine Statue des Heiligen.
- In Obernburg am Main ist die Unterkirche dem Namen des Heiligen geweiht. Zwei Glasfenster zeigen Lebensabschnitte des Bischofs Johann Nepomuk Neumann.
- Die Bischof-Neumann-Schule in Königstein im Taunus ist nach dem Bischof benannt.[5]
- In den US-amerikanischen Städten Cincinnati[6] und Sunbury (Ohio)[7] als auch in Knoxville (Tennessee)[8] ist Johann Nepomuk Neumann der Patron der jeweiligen Saint John Neumann Church.
- In der St. Peter’s Kirche zu Philadelphia befindet sich ein Schrein des Heiligen.
- USA-Staatspräsident Barack Obama überreichte als Gastgeschenk bei seinem Besuch im Juli 2009 im Vatikan Papst Benedikt XVI. eine Stola des heiligen Bischofs Neumann. Benedikt revanchierte sich mit einer Buchsonderausgabe seiner Sozialenzyklika Caritas in veritate.

## Galerie

Die Verwandten von Johann Nep. Neumann
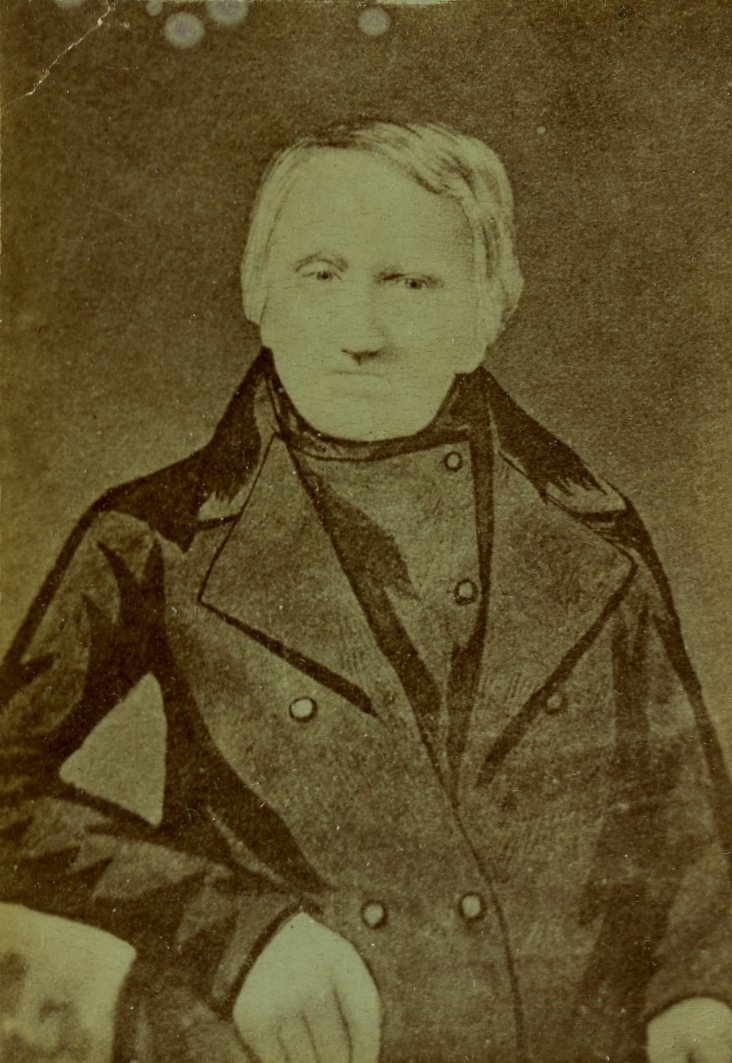
Die Eltern von Johann Nep. Neumann – Vater Filip Neumann.
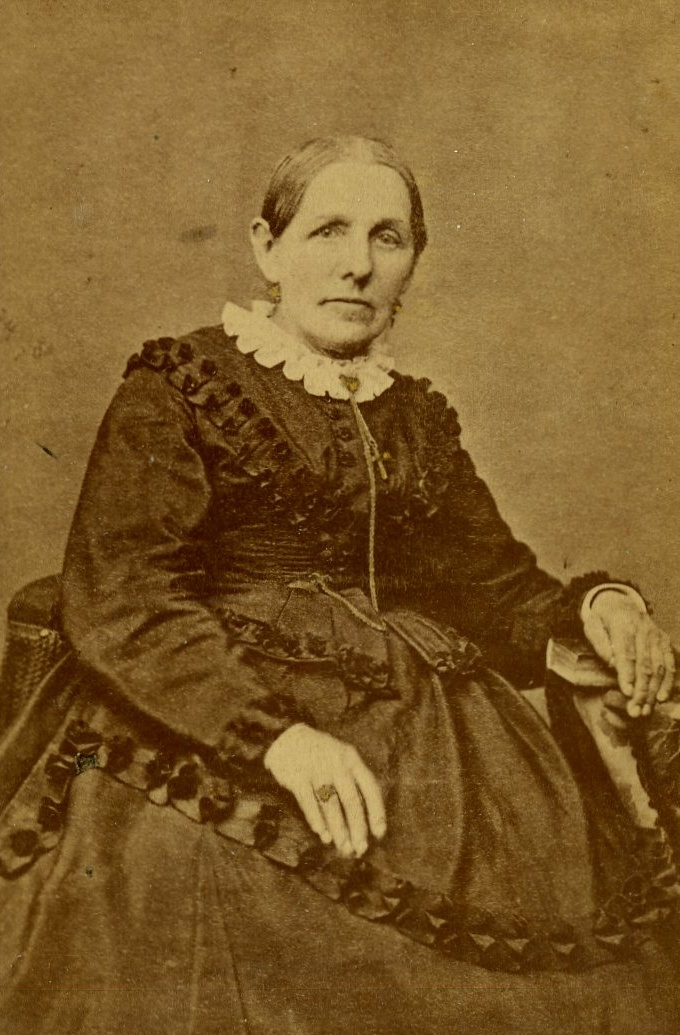
Die Eltern von Johann Nep. Neumann – Mutter Anežka Lepší (Lebischová).
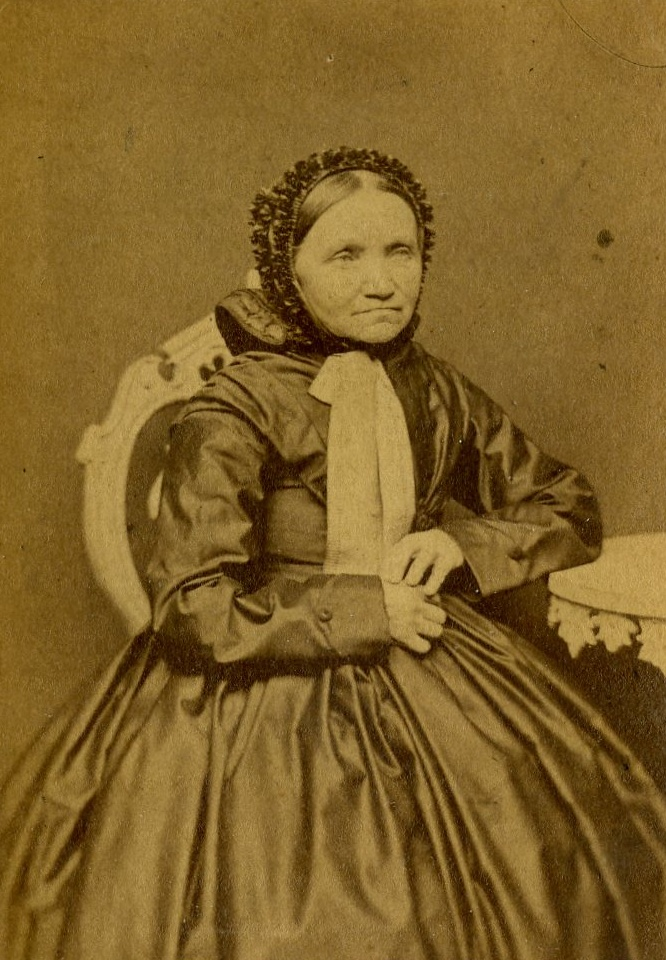
Die älteste Schwester Kateřina Bergerová (ihr Sohn besuchte  den Hl. Johann auch).
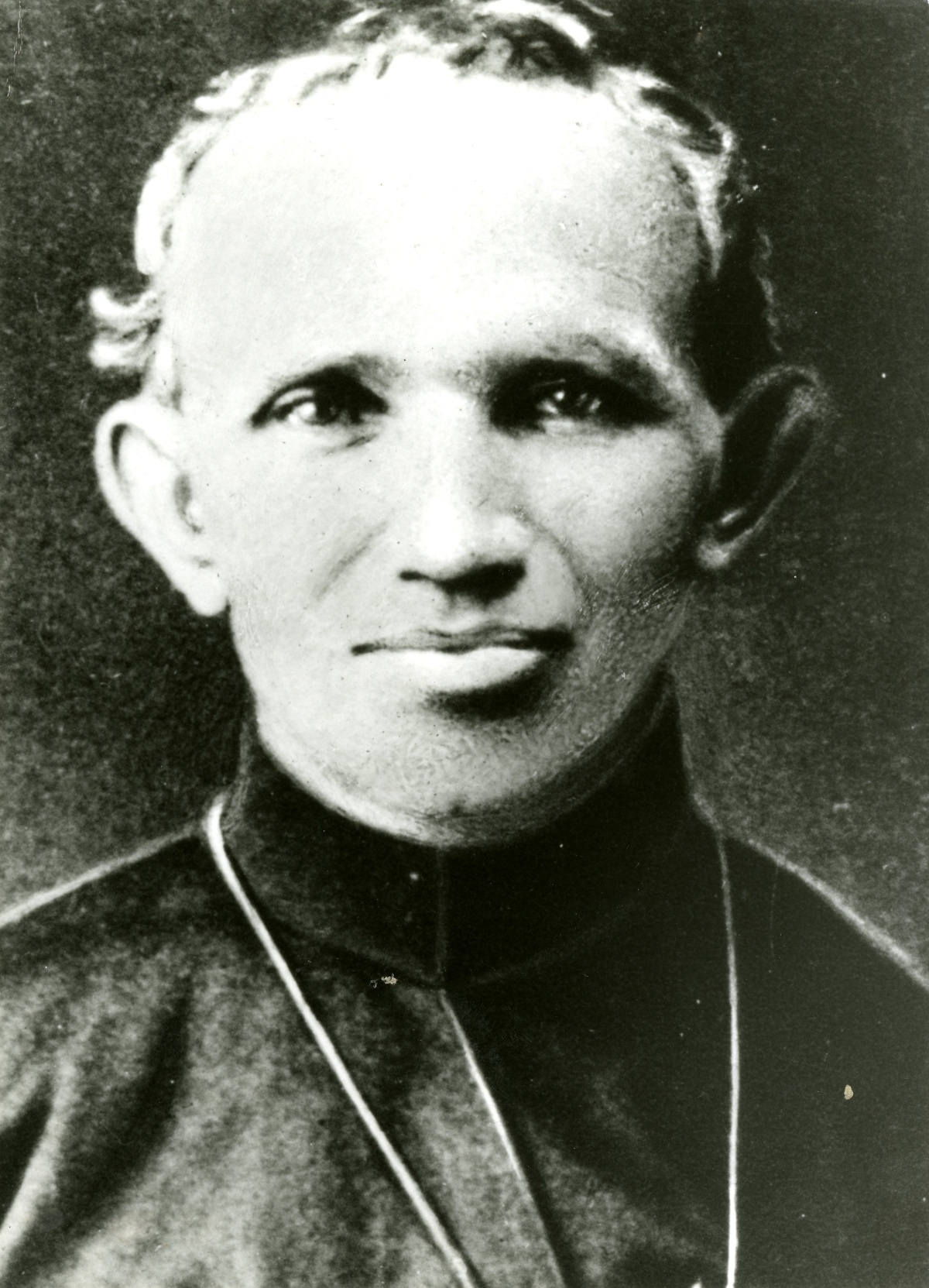
Bruder Wenzeslaw besuchte den Hl. Johann in Amerika und wurde auch Redemptorist.

Jan Nepomuk Neumann in Dokumenten
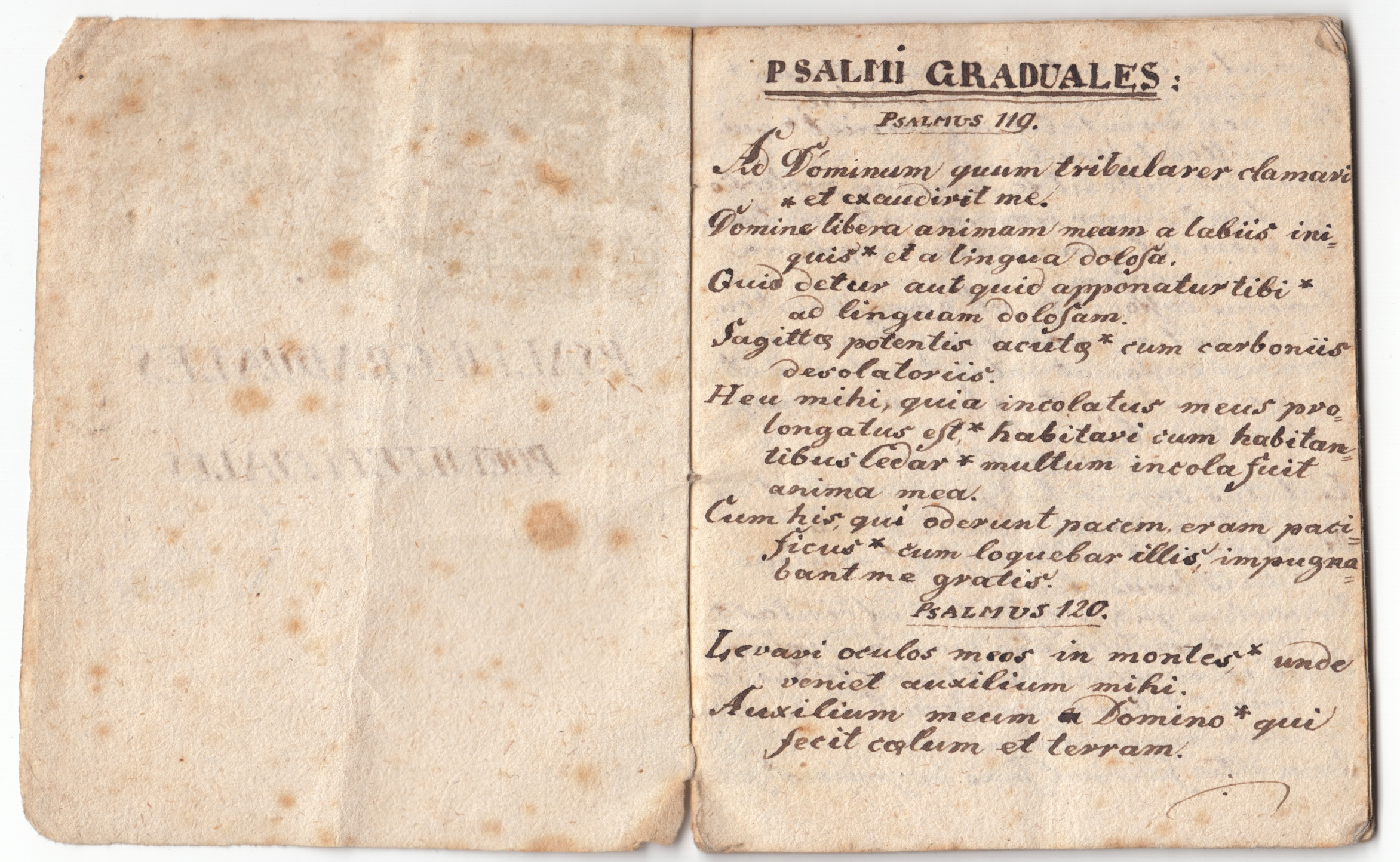
Ein Psalmheft, geschrieben vom Hl. Johann Nep. Neumann, 1832.
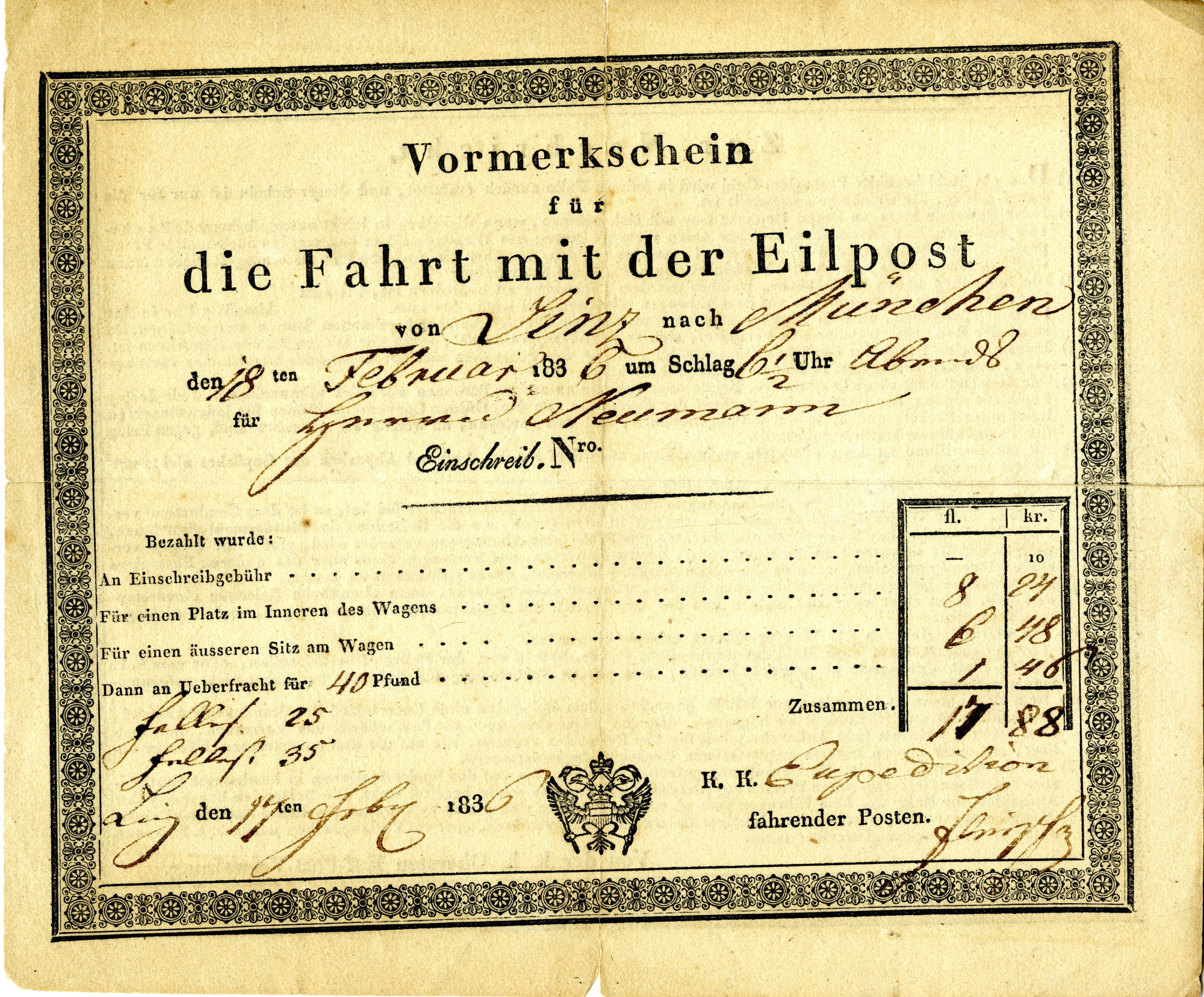
Bevorzugte Eilpost-Bestellung der Fahrkarte nach Amerika für den Hl. Johann Neumann am 18. Februar 1836
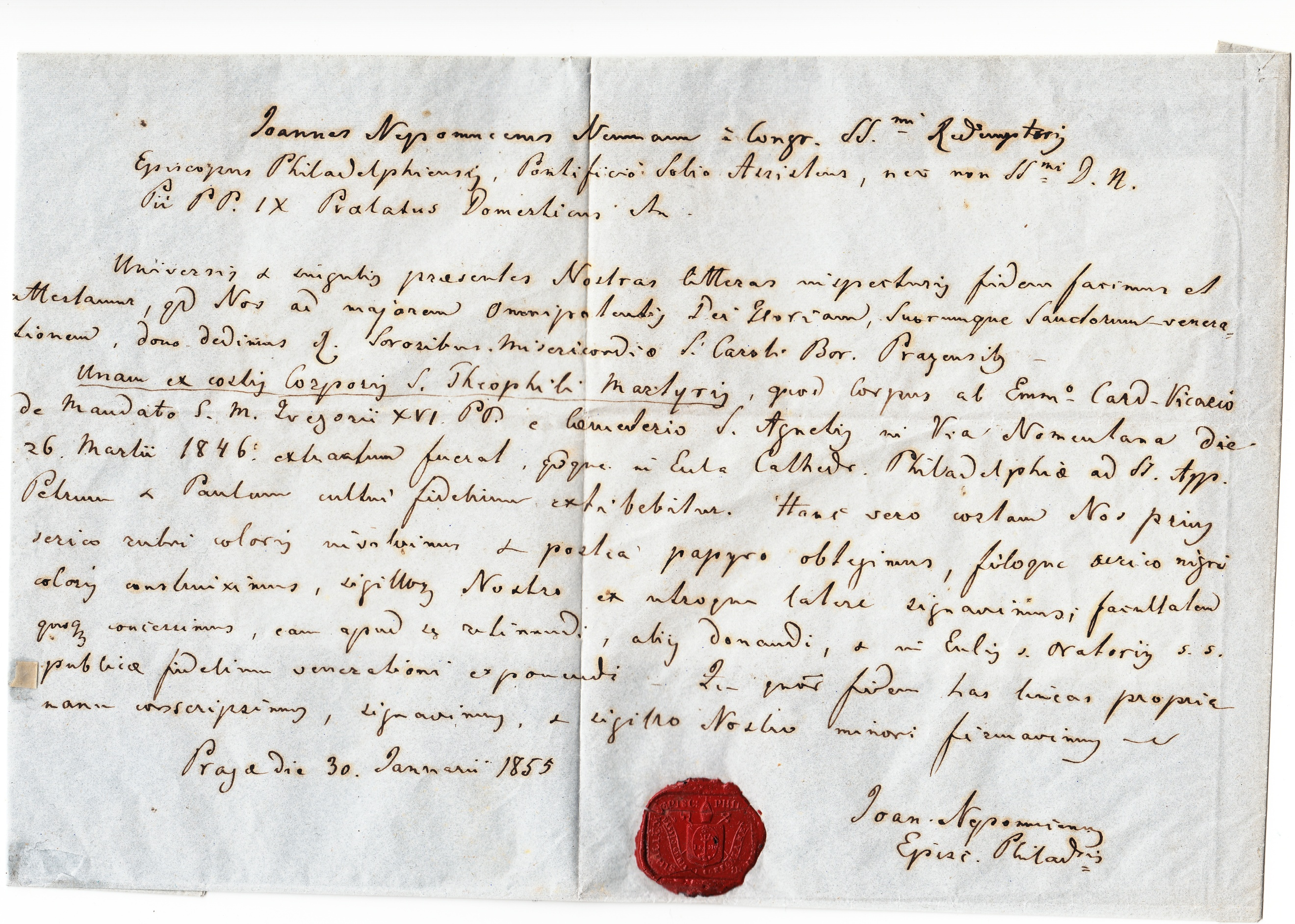
Ein Brief geschrieben vom  Hl. Jan Nep. Neumann, mit einem Bischofssiegel, 1855.
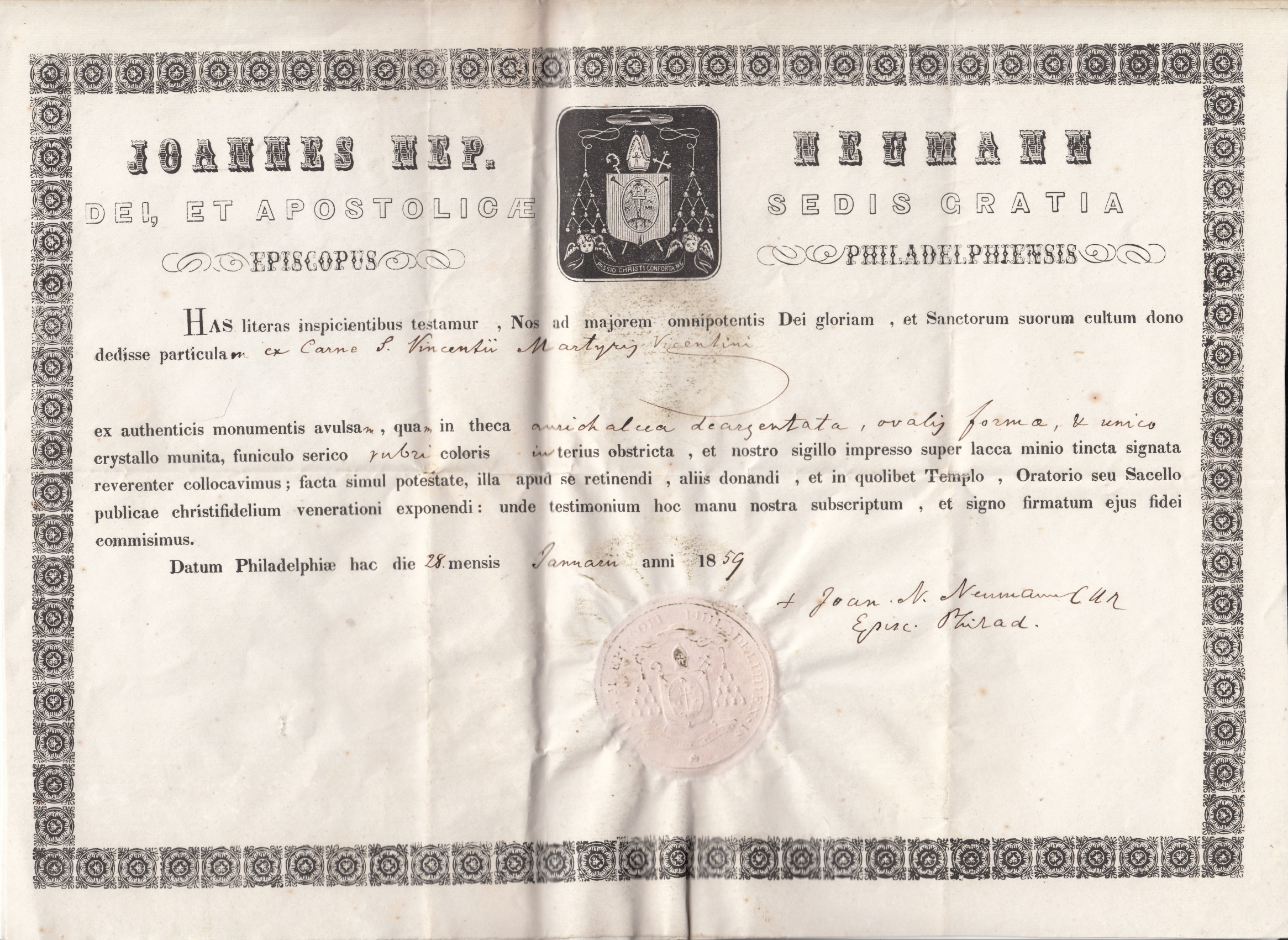
Bestätigung der Echtheit der Überreste von St. Vincence, unterzeichnet vom Hl. Johann Nepomuk Neumann, 1859.